# Sylvia Ratnasamy
Sylvia Ratnasamy (* 1976) ist eine belgisch-indische Informatikerin. Sie ist als eine der Erfinderinnen der verteilten Hashtabelle (DHT) bekannt. In ihrer Doktorarbeit schlug sie die Content Addressable Networks vor, eine der ursprünglichen DHTs, und erhielt dafür 2014 den Grace Murray Hopper Award der Association for Computing Machinery. Sie ist Professorin an der University of California, Berkeley.

## Studium
Ratnasamy erwarb einen Bachelor of Engineering von der Savitribai Phule Pune University im Jahr 1997. Sie begann ihre Doktorarbeit an der University of California, Berkeley unter der Leitung von Scott Shenker und arbeitete während dieser Zeit am International Computer Science Institute in Berkeley. Sie schloss ihr Studium an der UC Berkeley im Jahr 2002 mit dem Doktortitel ab.
Für ihre Doktorarbeit entwarf und implementierte sie das, was schließlich als eine der vier ursprünglichen verteilten Hashtabellen bekannt wurde, das Content Addressable Network (CAN).

## Karriere
Ratnasamy war bis 2011 leitende Forscherin bei Intel Labs, bevor sie als Assistenzprofessorin an der UC Berkeley anfing. In den letzten Jahren konzentrierte sich Ratnasamy in ihrer Forschung auf programmierbare Netzwerke, darunter den Software-Router RouteBricks, und leistete Pionierarbeit im Bereich Network Functions Virtualization (NFV). Im Jahr 2016 war sie Mitbegründerin von Nefeli Networks, um NFV-Technologien zu vermarkten.

## Preise und Auszeichnungen
- Grace Murray Hopper Award[1]
- Sloan Fellowship
- ACM SIGCOMM Test-of-Time Award (2011)[9]
- ACM SIGCOMM Rising Star Award (2017)[10]